# Bruyères (Herve)
 (juillet 2020).
Si vous disposez d'ouvrages ou d'articles de référence ou si vous connaissez des sites web de qualité traitant du thème abordé ici, merci de compléter l'article en donnant les références utiles à sa vérifiabilité et en les liant à la section « Notes et références ».
Pour les articles homonymes, voir Bruyère (homonymie).
Bruyères (en allemand : Ausderheiden) est un village de la ville belge de Herve, en Région wallonne dans la province de Liège. Son église Église Sainte-Elisabeth (nl) est construite en 1839-1840 par le maître-maçon Grailet, la tour a été ajoutée en 1887 selon les plans de l’architecte Lejeune,,.